# Satanik (roman-photo)
Pour les articles homonymes, voir Satanik et Killing.
Satanik est une série d'histoires criminelles en roman-photo d'origine italienne, et dont le titre original est Killing (on peut voir la lettre K sur la boucle de ceinture du héros). La série fut publiée en revues à partir de 1965 par les éditions Ponzoni (le rédacteur en chef était : Pietro Granelli), pour faire concurrence à la bande dessinée Kriminal).
La série met en scène Satanik, un dangereux criminel au costume de squelette. Plus sadique que ses prédécesseurs, il s'amuse à doubler d'autres criminels, à tuer et torturer ses victimes, aussi bien homme que femme car il est sans pitié. Les femmes qui sont ses victimes sont généralement courtes vêtues mais elles n'affichent jamais entièrement leur nudité. L'identité de Satanik reste inconnue.
Publiée en France en même temps que l'édition italienne, la série fut interrompue en France en 1967 par la censure au bout de dix-neuf numéros, du fait de sa grande violence pour l'époque et de son contenu jugé érotique. Toute une génération de jeunes lecteurs a été fortement marquée par cette série. Ils achetaient les revues dans la clandestinité et éprouvaient secrètement du plaisir à cette lecture plaisante interdite.
La série connut le succès dans plusieurs pays, et une adaptation cinématographique non autorisée fut réalisée en Turquie.
Il ne faut pas confondre la série avec la bande dessinée italienne du même titre, plus connue en France sous le nom de Demoniak.
En 2007, il a produit un film documentaire italien sur lui intitulé The Diabolikal Super-Kriminal.

## Personnages
- Satanik terrorise par ses gestes, obsède par son génie diabolique. Il prend tout ce qu'il veut et donne la mort en échange. Sous ses mille masques, personne ne sait qui il est. Personne ne connaît son visage. Il emploie rarement des armes automatiques pour éliminer ses victimes, préférant achever ses victimes de ses mains, pour sentir, toucher leur souffrance, les spasmes de leurs derniers moments de vie. Il est vêtu d'une combinaison noire mais endosse souvent les vêtements et le masque de ses victimes.
- Dana : la femme de Satanik, son inséparable compagne, l'unique femme qui compte pour lui. Elle rêve d'une vie tranquille, mais n'hésite pas à se jeter dans la lutte aux côtés de Satanik. Ses atouts sont la beauté et la séduction. Elle représente le meilleur appui de Satanik et est la seule personne à qui il peut se fier aveuglément. Elle est probablement la seule personne au monde à connaître l'identité secrète de Satanik. Elle l'aide à réaliser ses plans.
- Grant / Mercier : inspecteur de police, ennemi mortel de Satanik. Il défend le bien et sa rencontre avec Satanik provoque continuellement des dramatiques aventures où la lutte est mortelle, sans exclusion de coups.